# Portrait du pasteur Langelius
Le Portrait du pasteur Langelius est un tableau du peintre hollandais Frans Hals réalisé en 1660 et conservé au Musée de Picardie à Amiens.

## Historique
Le portrait du pasteur Herman Langelius, célèbre prédicateur protestant d'Amsterdam appartient à la dernière partie de la carrière de Frans Hals, l’un des plus grands portraitistes hollandais du XVIIe siècle. Frans Hals s'illustra dans les portraits de groupes et dans ceux de célébrités intellectuelles ou religieuses. À la fin de sa carrière, son style devint plus austère comme le montre le portrait du célèbre prédicateur.

## Caractéristiques
Le pasteur Herman Langelius pose en habit sombre rehaussé d'un col blanc, coiffé d'une calotte, la main serrant un livre et l'index marquant la page. Le regard pénétrant du pasteur laisse apparaître la rigueur de sa personnalité. Sur sa toile, Frans Hals a su montrer l'intensité et la passion qui animent le sujet avec une liberté et une puissante sérénité qui font sa notoriété encore de nos jours.